# 다카사키 히로유키
다카사키 히로유키(일본어: 高崎 寛之, 1986년 3월 17일 ~ )는 일본의 축구 선수이다.

## 구단 경력
그는 2008년부터 2021년까지 J리그의 우라와 레즈, 미토 홀리호크, 방포레 고후, 도쿠시마 보르티스, 가시마 앤틀러스, 몬테디오 야마가타, 마쓰모토 야마가 FC, FC 기후에서 활동하였다.